# 姜克美
姜克美（？—），中国胡琴演奏家。善奏板胡、京胡、高胡、中胡、二胡等。在中央音樂學院附中和本科學習胡琴專業。國家一級演員，在中國廣播民族樂團工作。曾隨團到奧地利、美國、加拿大、澳大利亞等國家演出。2018年1月，当选第十三届全国政协委员。
其夫為揚琴演奏家張高翔。

## 生平
中國廣播民族樂團首席、中央音樂學院客座教授，胡琴音樂的聲譽遍及國內，亞、歐、北美洲等數十個國家；連續三年隨團赴維也納金色大廳演奏，又應邀於日內瓦聯合國大會堂，日本NHK演播大廳演出；個人於胡琴的造藝深受矚目，姜克美被業界人士視為當代傑出與最受歡迎的胡琴全才。

## 胡琴專輯
- 《中國板胡》
- 《胡琴輕音樂》
- 《京風》[2]

## 榮譽
- 《虞姬》獲"全國第二屆全國城市器樂電視節目比賽"金獎。
- 《春曉》榮獲"第三屆全國城市器樂電視節目比賽"金獎。
- 《韓江兩岸》獲得"第五屆全國城市器樂電視節目比賽"金獎。[2]